# Giacomo Piperno
Giacomo Piperno (Roma, 20 gennaio 1936) è un attore, doppiatore e direttore del doppiaggio italiano.

## Biografia
Nato da una famiglia ebraica, nell'ottobre del 1943 viene risparmiato dal rastrellamento del ghetto di Roma.
Debuttò nel 1960 nel film Tenente Sheridan: una gardenia per Helena Carrel. Dopo una pausa di otto anni ritorna nel film Commandos.
Molto attivo come doppiatore negli anni '60-'80 è stato uno dei soci prima della C.I.D e poi della DEFIS, ha doppiato Gene Hackman in ruolo da protagonista ne L'avventura del Poseidon.
Tra televisione e cinema ha fatto in tutto 57 partecipazioni (fra le altre quella in Napoleone a Sant'Elena), ed è famoso anche per il suo ruolo nella miniserie tv Caterina e le sue figlie, nella quale interpreta il marito del personaggio interpretato da Iva Zanicchi.

## Filmografia

### Cinema
- Commandos, regia di Armando Crispino (1968)
- Sierra Maestra, regia di Ansano Giannarelli (1969)
- Sacco e Vanzetti, regia di Giuliano Montaldo (1971)
- Uno dei tre, regia di Gianni Serra (1973)
- Non ho tempo, regia di Ansano Giannarelli (1973)
- Rugantino, regia di Pasquale Festa Campanile (1973)
- Il gioco della verità, regia di Michele Massa (1974)
- La legge violenta della squadra anticrimine, regia di Stelvio Massi (1976)
- Ragazzo di borgata, regia di Giulio Paradisi (1976)
- episodio In banca di Tu mi turbi, regia di Roberto Benigni (1982)
- Flirt, regia di Roberto Russo (1983)
- Il giudice (Le Juge), regia di Philippe Lefebvre (1984)
- Il camorrista, regia di Giuseppe Tornatore (1986)
- Luci lontane, regia di Aurelio Chiesa (1987)
- Domani accadrà, regia di Daniele Luchetti (1988)
- Il piccolo diavolo, regia di Roberto Benigni (1988)
- Splendor, regia di Ettore Scola (1988)
- Porte aperte, regia di Gianni Amelio (1990)
- Il portaborse, regia di Daniele Luchetti (1991)
- Mezzaestate, regia di Daniele Costantini (1991)
- La bionda, regia di Sergio Rubini (1993)
- Pasolini, un delitto italiano, regia di Marco Tullio Giordana (1995)
- Ultimo bersaglio, regia di Andrea Frezza (1996)
- Prima la musica, poi le parole, regia di Fulvio Wetzl (1999)
- Lo strano caso del signor Kappa, regia di Fabrizio Lori (2001)
- Un giudice di rispetto, regia di Walter Toschi (2002)
- Provincia meccanica, regia di Stefano Mordini (2005)
- L'ora di punta, regia di Vincenzo Marra (2007)
- Je suis venu pour elle, regia di Ivan Taieb (2009)
- Letters to Juliet, regia di Gary Winick (2010)
- Manuale d'amore 3, regia di Giovanni Veronesi (2011)
- Il crimine non va in pensione, regia di Fabio Fulco (2017)

### Televisione
- La bottega del caffè di Carlo Goldoni, regia di Guglielmo Morandi, trasmesso il 1º gennaio 1960.
- Giallo club - Invito al poliziesco, episodio: Una gardenia per Helena Carrell, regia di Stefano De Stefani, trasmesso il 20 gennaio 1960.
- Delitto smarrito... cercasi, regia di Guglielmo Morandi, trasmesso il 22 marzo 1960.
- Processo Karamazov, regia di Ottavio Spadaro, trasmesso il 12 gennaio 1962.
- Il mondo di Pirandello, episodio: Camere d'affitto, regia di Luigi Filippo D'Amico, trasmesso nel 1968.
- I lupi di Romain Rolland, regia di Vittorio Cottafavi, trasmesso l'11 novembre 1969.
- Eleonora Duse, regia di Flaminio Bollini – miniserie TV (1969)
- Nero Wolfe – serie TV, episodio 1x08 (1971)
- L'esperimento, regia di Dante Guardamagna – film TV (1971)
- Astronave Terra, regia di Alberto Negrin – miniserie TV (1971)
- Un affare privato, regia di Pino Passalacqua, trasmesso il 18 giugno 1972.
- Delitto di regime - Il caso Don Minzoni, regia di Leandro Castellani – miniserie TV (1973)
- Napoleone a Sant'Elena, regia di Vittorio Cottafavi – miniserie TV (1973)
- L'assassinio dei fratelli Rosselli, regia di Silvio Maestranzi – miniserie TV (1974)
- Orlando furioso, regia di Luca Ronconi – miniserie TV (1975)
- Gamma, regia di Salvatore Nocita – miniserie TV (1975)
- Aggressione nella notte di Alfonso Sastre, regia di Pino Passalacqua, trasmesso il 19 dicembre 1975.
- Gli strumenti del potere. 1925/1926 la dittatura fascista, regia di Marco Leto, trasmesso il 1º gennaio 1975.[3]
- Extra, regia di Daniele D'Anza – miniserie TV (1976)
- Un bail pour l'éternité, regia di Yves-André Hubert – film TV (1976)
- Paganini, regia di Dante Guardamagna – miniserie TV (1976)
- Uomini della scienza – serie TV, episodio 1x04 (1977)
- Il était un musicien – serie TV, 1 episodio (1979)
- L'esclusa, regia di Piero Schivazappa – miniserie TV (1980)
- Quer pasticciaccio brutto de via Merulana, regia di Piero Schivazappa – miniserie TV (1983)
- Roma: 16 ottobre 1943, regia di Pino Passalacqua – film TV (1983)
- Nucleo zero, regia di Carlo Lizzani – film TV (1984)
- Il viaggio difficile, regia di Giorgio Pelloni – film TV (1986)
- Due assi per un turbo – serie TV, episodio 1x01 (1987)
- L'ombra della spia, regia di Alessandro Cane – film TV (1988)
- Summer's Lease, regia di Martyn Friend – miniserie TV (1989)
- La piovra 4, regia di Luigi Perelli – miniserie TV (1989)
- La piovra 5 - Il cuore del problema, regia di Luigi Perelli – miniserie TV (1989)
- The Justice Game – serie TV, episodio 2x01 (1990)
- ...Se non avessi l'amore, regia di Leandro Castellani – film TV (1991)
- Scoop, regia di José María Sánchez – miniserie TV (1992)
- Piazza di Spagna, regia di Florestano Vancini – miniserie TV (1992)
- Trappola per un uomo solo, regia di Silvio Maestranzi – film TV (1992)
- Due vite, un destino, regia di Romolo Guerrieri – miniserie TV (1993)
- Italian Restaurant – serie TV, episodi 1x01-1x08 (1994)
- L'amore che non sai (Schloß Hohenstein - Irrwege zum Glück) – serie TV, episodi 2x02-2x05-2x06 (1994-1995)
- Non parlo più, regia di Vittorio Nevano – film TV (1995)
- Il maresciallo Rocca – serie TV, episodio 1x01 (1996)
- Donna, regia di Gianfranco Giagni – miniserie TV (1996)
- Dopo la tempesta, regia di Andrea Frazzi e Antonio Frazzi – film TV (1996)
- Un prete tra noi – serie TV, 6 episodi (1997)
- Mio padre è innocente, regia di Vincenzo Verdecchi – film TV (1997)
- Commesse – serie TV, 4 episodi (1999)
- Mio figlio ha 70 anni, regia di Giorgio Capitani – miniserie TV (1999)
- Fine secolo, regia di Gianni Lepre – miniserie TV (1999)
- Turbo – serie TV, episodio 1x04 (2000)
- In Love and War, regia di John Kent Harrison – film TV (2001)
- Un maresciallo in gondola, regia di Carlo Vanzina – film TV (2002)
- Valeria medico legale – serie TV, episodio 2x04 (2002)
- Papa Giovanni - Ioannes XXIII, regia di Giorgio Capitani – miniserie TV (2002)
- La notte di Pasquino, regia di Luigi Magni – film TV (2003)
- Un posto tranquillo – miniserie TV (2003)
- Soraya, regia di Lodovico Gasparini – miniserie TV (2003)
- Rita da Cascia, regia di Giorgio Capitani – miniserie TV (2004)
- Un medico in famiglia – serie TV, episodio 4x20 (2004)
- Il Grande Torino, regia di Claudio Bonivento – miniserie TV (2005)
- Giovanni Paolo II (Pope John Paul II), regia di John Kent Harrison – miniserie TV (2005)
- Ricomincio da me, regia di Rossella Izzo – miniserie TV (2005)
- Incantesimo – serial TV, 34 episodi (1998-2006)
- Il generale Dalla Chiesa, regia di Giorgio Capitani – miniserie TV (2007)
- Caterina e le sue figlie – serie TV, 10 episodi (2005-2007)
- Enrico Mattei - L'uomo che guardava al futuro, regia di Giorgio Capitani – miniserie TV (2009)
- I Cesaroni – serie TV, episodio 4x10 (2010)
- Rex – serie TV, episodio 3x03 (2011)
- Il restauratore – serie TV, 4 episodi (2012)
- Una pallottola nel cuore – serie TV, episodio 1x02 (2014)

## Doppiaggio
- Philippe Leroy in Senza sapere niente di lei, Milano calibro 9, La vita di Leonardo da Vinci
- Franco Nero in Un detective, I diafanoidi vengono da Marte, I criminali della galassia
- Klaus Kinski in Ad ogni costo, Prega il morto e ammazza il vivo
- Gene Hackman in L'avventura del Poseidon
- Robert Forster in The Black Hole - Il buco nero
- Bekim Fehmiu in L'ultimo avventuriero
- Richard Harrison in Spara Joe... e così sia!
- Peter Lee Lawrence in Ad uno ad uno... spietatamente
- Anthony Steffen in Malocchio
- Ivan Rassimov in Emanuelle nera - Orient Reportage
- Lou Castel in Terza ipotesi su un caso di perfetta strategia criminale
- Russ Tamblyn in Kong, uragano sulla metropoli
- Joseph Cotten in Angoscia (ridoppiaggio)
- Gabriele Tinti in Ecce Homo - I sopravvissuti
- Marino Masè in Il boss
- John Bryan in Un buco in fronte
- Giacomo Rossi Stuart in Uccidi Django... uccidi per primo!!!
- Antonio Sabàto in I familiari delle vittime non saranno avvertiti
- Maurizio Bonuglia in Top Sensation
- Michele in Addio mamma
- Ugo Pagliai in La dama rossa uccide sette volte
- Sergio Tramonti in Il dio serpente

## Prosa televisiva Rai
- La bottega del caffè di Carlo Goldoni, regia di Guglielmo Morandi, trasmessa il 1º gennaio 1960.
- Don Gil dalle calze verdi di Tirso de Molina, regia di Guido Salvini, trasmessa l'8 marzo 1962.
- Un uomo in ogni stagione di Robert Bolt, regia di Giuseppe Di Martino, trasmessa il 16 luglio 1962.
- I lupi di Roman Rolland, regia di Vittorio Cottafavi, trasmessa l'11 novembre 1969.
- Romolo il grande di Friedrich Dürrenmatt, regia di Daniele D'Anza, trasmessa il 23 aprile 1971.
- Rosmersholm, di Henrik Ibsen, regia di Vittorio Cottafavi, trasmesso il 7 luglio 1972.
- Radici, dall'opera di Arnold Wesker, regia di Maurizio Scaparro, trasmesso il 5 novembre 1971.
- Il matrimonio di Figaro, dall'opera di Pierre-Augustin Caron de Beaumarchais, regia di Sandro Sequi, trasmessa dal Secondo programma il 28 gennaio 1972
- La miliardaria di George Bernard Shaw, regia di Giuliana Berlinguer, trasmessa nel 1972.

## Teatro
- Teatro Metastasio, Prato, stagione 1984-1985 - La commedia della seduzione, di Arthur Schnitzler, regia di Luca Ronconi[4]